# Fuenlabrada
Fuenlabrada – miasto w Hiszpanii, we wspólnocie autonomicznej Madryt, 22,5 km na południe od Madrytu. W 2019 liczyło 194 tys. mieszkańców.
W mieście rozwinął się przemysł elektromaszynowy, spożywczy, odzieżowy oraz obuwniczy.